# Крепакс, Джильберто
Джильберто Крепакс (итал. Gilberto Crepax; 3 августа 1890, Доло — 8 декабря 1970, Милан) — итальянский виолончелист. Отец известного итальянского художника-графика Гвидо Крепакса.
Окончил Венецианский музыкальный лицей, ученик Просперо Монтекки. Известен, в основном, как ансамблевый музыкант. Выступал в составе трио сперва вместе с пианистом Мецио Агостини и скрипачом Марио Корти, затем — с пианистом Гвидо Агости и своим младшим братом скрипачом Аттилио Крепаксом (1896—1962), и наконец, с пианистом Карло Видуссо и скрипачом Микеланджело Аббадо (в связи с этим трио Клаудио Аббадо, сын Микеланджело, вспоминает, что впитал вместе с молоком матери музыку Шуберта, Брамса и Бетховена). В 1928 г. Крепакс исполнил премьеру Сонаты для виолончели и фортепиано Альфредо Казеллы, вместе с автором. Кроме того, в 1920-е гг. Крепакс был первой виолончелью в оркестре театра Ла Скала под управлением Артуро Тосканини и участвовал в его американском турне.
В 1910—1920 гг. преподавал в Пармском музыкальном лицее, а затем на протяжении многих лет в Миланской консерватории, где среди его учеников были, в частности, Массимо Амфитеатров и Антонио Янигро. Подготовил издание ряда произведений Луиджи Боккерини.